# 가브리엘레 오리알리
가브리엘레 "렐레" 오리알리, OMRI 사령관장(이탈리아어: Gabriele "Lele" Oriali ɡabriˈɛːle ˈlɛːle oˈrjaːli[*], 1952년 11월 25일, 롬바르디아 주 코모 ~)는 이탈리아의 전직 축구 선수로, 현역 시절 주로 수비형 미드필더로 활약했지만, 수비도 맡을 줄 알았다. 선수 시절, 그는 체력, 효율성, 공 회수능력, 그리고 상대 경기 전개의 저지에 능했다.
오리알리는 인테르나치오날레에서 프로 무대에 입문해 피오렌티나에서 은퇴했다. 국제 무대에서, 그는 이탈리아 국가대표팀 일원으로 유로 1980에 참가했고, 1982년 월드컵에도 참가해 우승을 경험했다. 은퇴 후, 그는 감독 및 단장으로서 활동했다.

## 클럽 경력
오리알리는 롬바르디아 주 코모에서 이탈리아인 부친과 루마니아인 모친을 둔 다문화 가정에서 출생하여 인테르나치오날레의 유소년부에서 4년을 몸담다가 구단의 1군으로 승격되었다. 그 후, 그는 현역 시절 대부분을 인테르나치오날레에서 보냈는데, 1970-71 시즌에 1년차를 보내며 방패를 달았고, 1970년대에서 1980년대 초까지 인테르나치오날레의 주축 선수로 자리매김했다.
그는 인테르나치오날레 소속으로 1979-80 시즌(개인적으로 6골 기록)에 방패를 1개 더 추가했고, 코파 이탈리아는 2번 우승했다. 그의 첫 컵대회 우승은 1977-78 시즌에 이룩했고, 2번째 컵은 1981-82 시즌에 들어올렸다. 그는 인테르나치오날레에서 코파 이탈리아에 도합 70경기를 출전해 8골을 기록했다.
오리알리는 인테르나치오날레 소속으로 유럽대항전 경기에 45번 출전해 3골을 기록했다. 그는 아약스와의 1972년 유러피언컵 결승전에 출전하기도 했다.
오리알리는 1981년 10월 25일에 마돈니나 더비에서 맹활약한 일로 회자된다. 그는 이 경기에서 결승골을 넣은 것 외에도 밀란의 수비수 마우로 타소티에 축구화로 얼굴이 찢어져 30바늘 꿰매기도 했었다. 인테르나치오날레는 이 시즌 마돈니나 더비 2경기를 모두 이겼는데, 인테르나치오날레는 그 이후로 26년 뒤인 2007년이 되어서야 마돈니나 더비에서 2승을 모두 챙길 수 있었다.
이탈리아 국가대표팀에서 1982년 월드컵을 우승한 후, 그는 1982-83 시즌 끝에 피오렌티나로 둥지를 옮겨 4년을 더 활약하였다. 그는 1987년에 세리에 A에서 384경기 출전 40골의 기록을 남기고 은퇴했다.

## 국가대표팀 경력
오리알리는 1978년 12월 21일, 엔초 베아르초트 감독의 부름을 받아 스페인 국가대표팀과의 친선경기를 앞두고 이탈리아 국가대표팀에 차출되었고, 얼마 지나지 않아 주전 지위를 확보했다. 그는 피렌체에서 열린 스웨덴과의 1979년 9월 26일 친선전에서 처음이자 마지막으로 득점을 올렸는데, 이탈리아는 이 경기에서 그의 결승골에 힘입어 1-0으로 이겼다.
오리알리는 이탈리아 국가대표팀 일원으로 유로 1980에 참가했는데, 이탈리아는 안방에서 체코슬로바키아와의 3위 결정전 경기에서 승부차기 끝에 패하면서 대회를 4위로 마무리했다.
1982년, 그는 이탈리아가 스페인에서 열린 1982년 월드컵에서 우승하는데 주역이 되었다. 오리알리는 이탈리아가 3-1로 승리하고 3번째 월드컵을 들어올린 서독과의 결승전을 포함해 대회의 5경기에 출전했다. 그는 아르헨티나와 브라질과의 2차 조별 리그 경기에도 출전해 "죽음의 조"를 뚫는 활로를 마련했고, 폴란드와의 준결승전에도 출전해 결승행을 도왔다.
오리알리의 마지막 이탈리아 국가대표팀 경기는 예테보리에서 열린 스웨덴과의 1983년 5월 29일 경기로, 이 경기는 유로 1984의 예선전 경기였다. 이탈리아는 이 경기에서 0-2로 패했다. 오리알리는 1978년부터 1983년까지 이탈리아의 경기에 28번 출전해 1골을 기록했다.

## 감독 경력
현역 은퇴 후, 오리알리는 이탈리아 축구계에서 감독일을 맡게 되었다. 그는 처음에 볼로냐의 단장을 맡다가 파르마로 옮겼다. 그는 1999년에 친정 인테르나치오날레로 복귀해 구단의 단장이 되었다. 그는 2010년까지 이 직위를 맡았는데, 그의 후임은 인테르나치오날레의 후임 마르코 브란카였다.(그는 2014년 1월까지 이 직위를 맡았다.) 2001년, 그는 단장으로서 알바로 레코바의 가짜 여권 파동에 따라 제제 대상이 되었다. 오리알리는 2019년에 인테르나치오날레에 기술 단장으로 복귀했고, 이탈리아 국가대표팀에서도 같은 직위를 겸직했다.

## 경기 방식
오리알리의 기술은 투박한 편이었지만, 끈질기고 탄탄한 선수로, 전술적 지능이 뛰어나고 다재다능한 선수였다. 그 결과, 그는 중원 어디든 맡을 수 있었고, 수비수 특히 측면 수비수로도 맡을 수 있었다. 현역 시절 내내, 그는 중앙이나 수비형 미드필더로서 넘치는 체력을 통해 경기 흐름을 읽고 상대를 저지했다. 그는 대인 방어에도 두각을 나타낸다. 효율성, 활력, 그리고 공 회수 능력을 기반으로 한 수비 역량으로 믿음직하게 공을 다시 배분해 공을 경기 내내 자주 주고 받았다. 이탈리아 언론은 그의 경기 방식을 빗대어 "투사"(incontrista)로 수식했는데, 그는 공을 회수해 동료에게 배분하여 역습을 전개하는데 전담했다. 그는 당대 최고의 이탈리아 선수로도 거론되었다. 그는 위치 선정 능력으로도 널리 알려졌는데, 경기를 읽고 공격 기회를 잡는 능력 외에도 선수단의 공격에도 공헌해 가끔 득점을 올리기도 했다.
2012년, 오리알리는 현역 시절의 자신과 가장 비슷하게 경기를 펼치는 선수로 다니엘레 데 로시를 꼽았지만, 데 로시와 다르게 오리알리는 현역 시절 내내 퇴장을 당한 적이 없다.

## 기타
그는 1983년에 발행한 차드의 1982년 월드컵 기념 우편에 얼굴이 나온다. 그는 폴란드의 브워지미에시 스몰라레크와 함께 60프랑 우표에 인쇄되었다.
오리알리는 루차노 리가부에의 히트곡 안쪽 측면 미드필더로서의 삶(Una vita da mediano)에도 언급된다. 리가부에 본인도 유명 인테르나치오날레의 지지자이기도 하다.

## 수상

### 클럽
인테르나치오날레
- 세리에 A: 1970–71, 1979–80
- 코파 이탈리아 1977–78, 1981–82

### 국가대표팀
이탈리아
- 월드컵: 1982

### 개인
- 이탈리아 축구 명예의 전당: 2019[12]

### 서훈
-  이탈리아 공화국 공로장 3등급 / 사령관장: 2021